# Isaac Johnson
Pour les articles homonymes, voir Johnson.
Isaac Johnson, né le 1er novembre 1803 et mort le 15 mars 1853, gouverneur de la Louisiane du 12 février 1846 au 28 janvier 1850, Démocrate. 